# Managementkybernetik
Managementkybernetik (auch Management-Kybernetik oder Ökonomische Kybernetik) ist die Anwendung der Kybernetik zur Steuerung und Planung komplexer Organisationen. Die Grundlage zur Managementkybernetik wurde von Stafford Beer in den späten 1950er Jahren gelegt. Die Ansätze der ökonomischen Kybernetik unterliegen systemtechnisch- und entwicklungsbedingt einem soziotechnischen und wirtschaftswissenschaftlichen Diskurs, wobei die ihr zugrunde liegenden Prinzipien unter Managementgesichtspunkten unterschiedlich akzentuiert und diskutiert werden. In Deutschland bietet z. B. die Gesellschaft für Wirtschafts- und Sozialkybernetik ein praxisorientiertes, wissenschaftlich fundiertes Diskussionsforum.

## Überblick
Managementkybernetik ist die konkrete Anwendung kybernetischer Grundlagen auf sämtliche Formen komplexer menschlicher Systeme (wie Organisationen, Institutionen, Staaten etc.). Grundproblem ist das Erreichen und Sicherstellen von bestmöglicher Steuerbarkeit der Organisation trotz
- extrem hoher Komplexität,
- geringer Prognostizierbarkeit sich dynamisch verändernder Verhältnisse,
- eingeschränkter Informationslage.

Im Gegensatz zu linear-kausalen Management-Modellen, in denen eine Organisation nach bewusst vorgefassten Plänen gesteuert wird, nimmt die Managementkybernetik auf die Dynamik und Unvorhersehbarkeit komplexer Systeme explizit Rücksicht. Vorgefertigte Pläne mit linearer Grundlage können dies nicht, kybernetische Rückkopplungsschleifen mit zirkulärer Grundlage schon. Komplexität wird darin nicht auf wenige Variablen reduziert, sondern durch fortschreitende, interaktive Rückkopplungsprozesse informativ und operativ erschlossen. Ziel ist die Maximierung der Lebensfähigkeit sozialer Systeme (d. h. Optimierung innerer Prozesse und äußerer Anpassungsfähigkeit), die bereits dem 1959 von Stafford Beer entwickelten Viable System Model zugrunde liegt.
Das Conant/Ashby-Theorem besagt, dass die Effektivität eines Management-Prozesses nicht besser sein kann als das Modell, auf dem er aufbaut – denn das Modell bestimmt, welche Fakten und Daten bewusst wahrgenommen werden, und welche nicht.
Ashbys Gesetz bedeutet für das Management komplexer Systeme, dass der Manager mehr Entscheidungs- oder Verhaltensoptionen (Varietät) haben muss als das zu beeinflussende (Teil-)System.

## Verwandte Schulen

### Organisationskybernetik
Organisationskybernetik ist eine jüngere Entwicklung. Die Organisationskybernetik bezieht ihre Grundlagen aber nicht nur aus der allgemeinen Kybernetik, sondern auch aus anderen (neueren) Disziplinen wie der Kybernetik zweiter Ordnung, Biologie, Soziologie, Systemtheorie oder Informatik.

### Soziokybernetik
Soziokybernetik beschreibt die Anwendung kybernetischer Erkenntnisse auf die sozialen Phänomene und steht damit inhaltlich mit der Managementkybernetik in einem engen Zusammenhang.